# Pestalotia lignicola
Pestalotia lignicola är en svampart som beskrevs av Cooke 1871. Pestalotia lignicola ingår i släktet Pestalotia och familjen Amphisphaeriaceae.   Inga underarter finns listade i Catalogue of Life.